# Coleophora struthionipennella
Coleophora struthionipennella é uma espécie de mariposa do gênero Coleophora pertencente à família Coleophoridae.